# Parco territoriale attrezzato di Vicoli
Il Parco territoriale attrezzato di Vicoli è un'area naturale protetta dell'Abruzzo istituita nel 1990.
Occupa una superficie di 10 ha nella provincia di Pescara.  L'area è sita sulla parte destra della valle che il torrente Nora ha scavato, tra due bancate di depositi fluviali.

## Fauna
Tra le specie più importanti si annoverano il tasso, la volpe, l'istrice, il cinghiale, la faina e la donnola, il gheppio, la civetta, il barbagianni.

## Flora
Il Parco è fertile di vegetazione in cui predominano i salici, i pioppi, l'acero campestre, la roverella e la robinia.